# Windows NT 4.0
Windows NT 4.0 je v informatice název již nepodporovaného operačního systému od firmy Microsoft, který patřil do řady Windows NT. Byl uveden do výroby dne 31. července 1996. Tato verze přinesla nové uživatelské rozhraní z Windows 95. Na rozdíl od předešlých verzí, kde grafické rozhraní běželo plně v uživatelském módu, byly také za účelem zvýšení výkonu jeho části přesunuty do jádra systému. Jednalo se o 32bitový preemptivní systém s grafickým uživatelským rozhraním, který byl určen do firemního prostředí jako server i jako desktop (pracovní stanice uživatele). Označení v názvu výrobku „NT“ původně znamenalo „New Technology“ (tj. nová technologie), ale později se firma Microsoft rozhodla dále toto označení nepoužívat. Předchůdcem byl systém Windows NT 3.51 a nástupcem systém Windows 2000.

## Charakteristika
Systém Windows NT poskytoval lepší stabilitu, než Windows pro DOS (např. Windows 95), protože využíval schopnosti procesorů IA-32 v 32bitovém režimu ohledně ochrany paměti a zabránění přímého přístupu k hardware (pomocí hardwarové abstrakční vrstvy HAL). Díky tomu mohly být nesprávně fungující aplikace ukončeny bez nutnosti restartování celého systému (počítače). Nevýhodou však byly vyšší požadavky hardware (tj. větší množství paměti RAM a vyšší výpočetní výkon procesoru). Systém vyžadoval minimálně 32 MB RAM pro desktopové použití (Windows 95 pouze 4 MB RAM, pro běžný desktop 8 MB RAM).
Zatímco téměř všechny běžné programy určené pro Windows 95 fungovaly i na Windows NT, většina 3D her nikoliv, protože v systému byla omezená podpora DirectX a přímý přístup k hardware počítače nebyl povolen (na rozdíl od Windows 95). Jistou možností byl přímý přístup prostřednictvím speciálních ovladačů, což však vedlo k častým pádům celého systému (viz modrá obrazovka smrti). Byl umožněn omezený běh DOS programů pomocí NTVDM, opět bez možnosti přímého přístupu k hardware (např. k sériovému nebo paralelnímu portu nebo přístup her ke grafické kartě). Přímý přístup k hardware byl po Windows 95 ukončen příchodem Windows XP.
Ve Windows NT 4.0 nebyla podpora USB (tj. podpora zařízení připojitelných za běhu systému) ani systému Plug and Play, i když omezená podpora mohla být nainstalována později. Systém Windows NT 4.0 podporoval maximálně 4 GB operační paměti RAM, což je maximální množství přímo adresovatelné paměti na IA-32 architektuře.
Windows NT 4.0 byl posledním systémem Microsoft Windows s podporou pro procesory Alpha, MIPS nebo PowerPC. Bylo to také poslední vydání v řadě Windows NT, které ve svém názvu neslo označení NT (New Technology).

## Edice
Windows NT 4.0 Server byl zahrnut ve verzích 4.0 a 4.5 serveru BackOffice Small Business.

### Client
- Windows NT 4.0 Workstation byl navržen pro použití jako obecný operační systém.

### Servery
- Windows NT 4.0 Server, byl vydán v roce 1996 a navržen v malém měřítku pro systémy Business Server.

- Windows NT 4.0 Server, Enterprise Edition, byl vydán v roce 1997, byl předzvěstí Enterprise v řadě Windows server. Enterprise Server byl navržen na základě vysoké poptávky a vysoké návštěvnosti sítí. Windows NT 4.0 Server, Enterprise Edition obsahuje Service Pack 3.

- Windows NT 4.0 Terminal Server Edition, byl vydán v roce 1998, umožňuje uživatelům se přihlásit na dálku. Stejná funkce v systému Windows 2000 byla nazývána „Terminal Services“ a v novější verzi tuto funkci obsahuje funkce Vzdálená plocha, která se poprvé objevila v systému Windows XP.

### Embedded
- Windows NT 4.0 Embedded (zkráceně NTe) je edice systému Windows NT 4.0, která měla za cíl pohánět embedded zařízení.